# David Wechsler

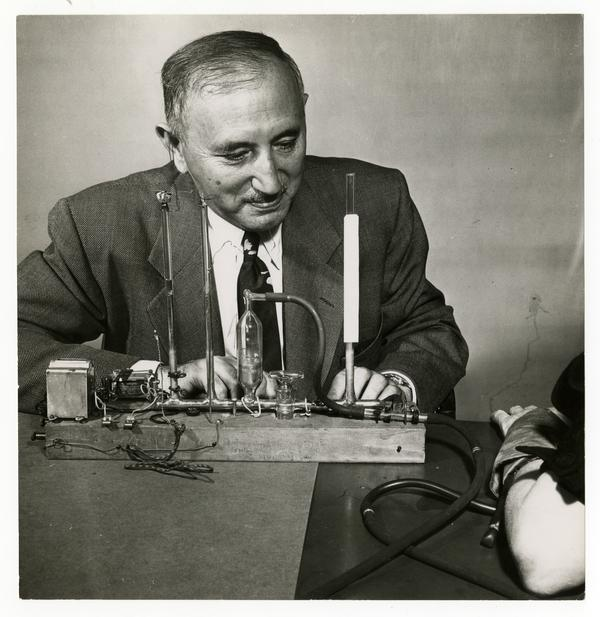
David Wechsler, 1955.

David Wechsler, född 12 januari 1896 i Lespezi, Kungariket Rumänien, död 2 maj 1981 i New York, USA, var en rumänsk-amerikansk psykolog.
Han studerade vid City College of New York och Columbia University och 1925 tog han sin doktorsexamen. Efter att en tid ha varit verksam vid Londons universitet återkom han till USA och knöts till Bellevuesjukhuset i New York, han var dess chefspsykolog under åren 1932 till 67. Från 1933 till 67 var han professor vid New York University.
Under första världskriget arbetade han med att testa rekryter till armén, det var här han insåg det dåvarande intelligenstestets brister och begränsningar. 1938 utvecklade han en samling intelligenstest som fick samlingsnamnet Wechsler-Bellevue Intelligence Scale, 1942 omarbetade han testet. 1949 utvecklade han ett intelligenstest för barn (Wechsler Intelligence Scale for Children, WISC), sex år senare utvecklade han ett test för vuxna (Wechsler Adult Intelligence Scale, WAIS) och 1967 utvecklade han sitt sista intelligenstest, ett för yngre barn (Wechsler Preschool and Primary Scale of Intelligence, WPPSI).